# 蛇麻
蛇麻（學名：Humulus lupulus），又音譯作忽布（英語hops），因其花序用於釀造啤酒，因此又稱作啤酒花。

## 形态
多年生缠绕草本，具有小刺钩。叶对生，心状卵圆形，多为三裂，边缘有锯齿，上面粗糙；秋季开小型花，雌雄异株，雄花成圆锥花序，雌花成短穗状花序，每两朵雌花外覆一鳞状苞片；果期苞片增大变薄，互相重叠，合成淡黄白色、卵形的球果状体，每个苞片内藏瘦果两个；瘦果外小苞和花被上布满黄色粉状的香脂腺。生長在涼爽的環境，以疏鬆、肥沃、排水良好的土壤為主；耐寒，怕熱，一般適合生長在南北緯35度~55度之間，因此無法在台灣平地生存。台灣的啤酒花種植地區基本是在海拔1700公尺的高山上。

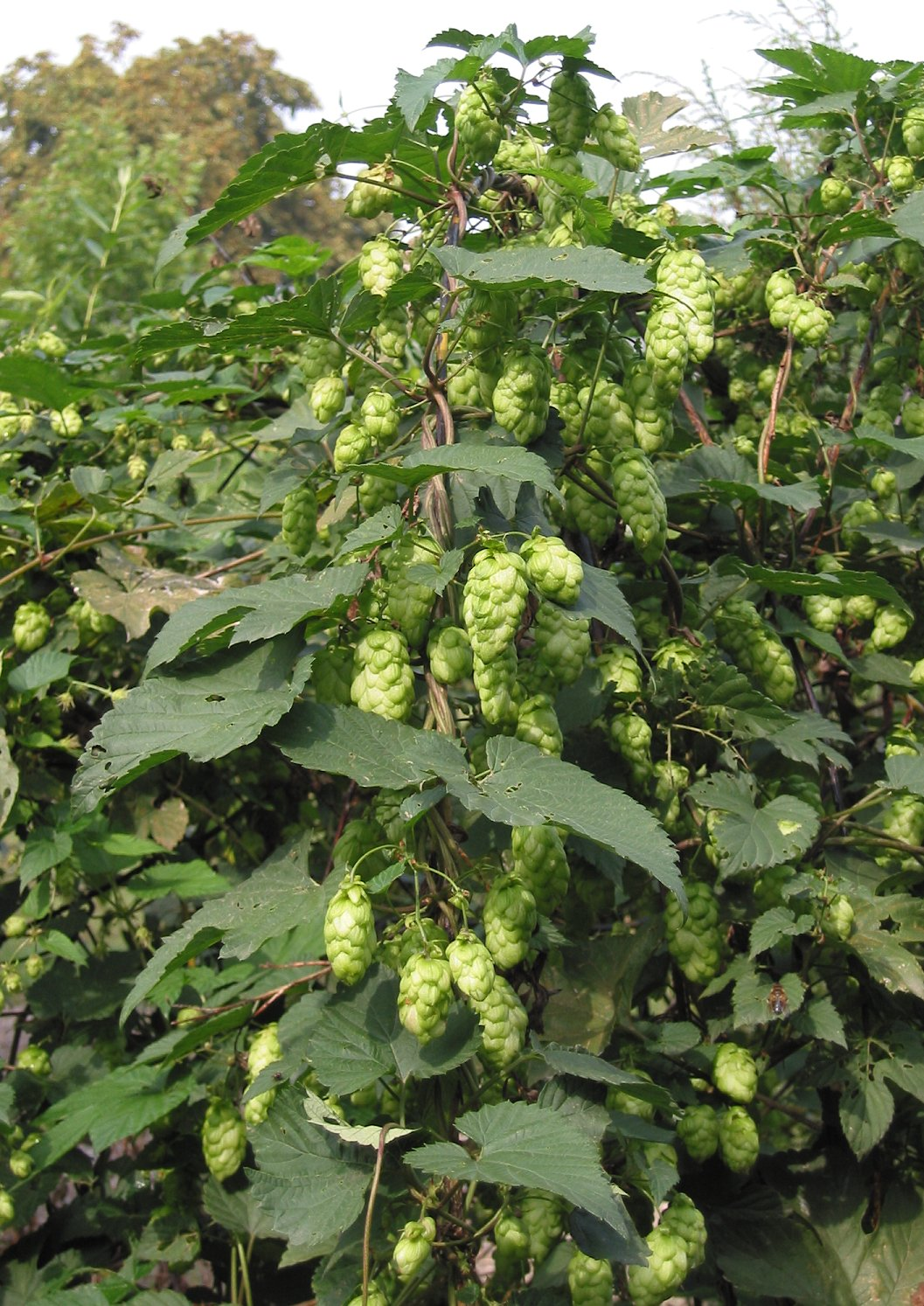
植株
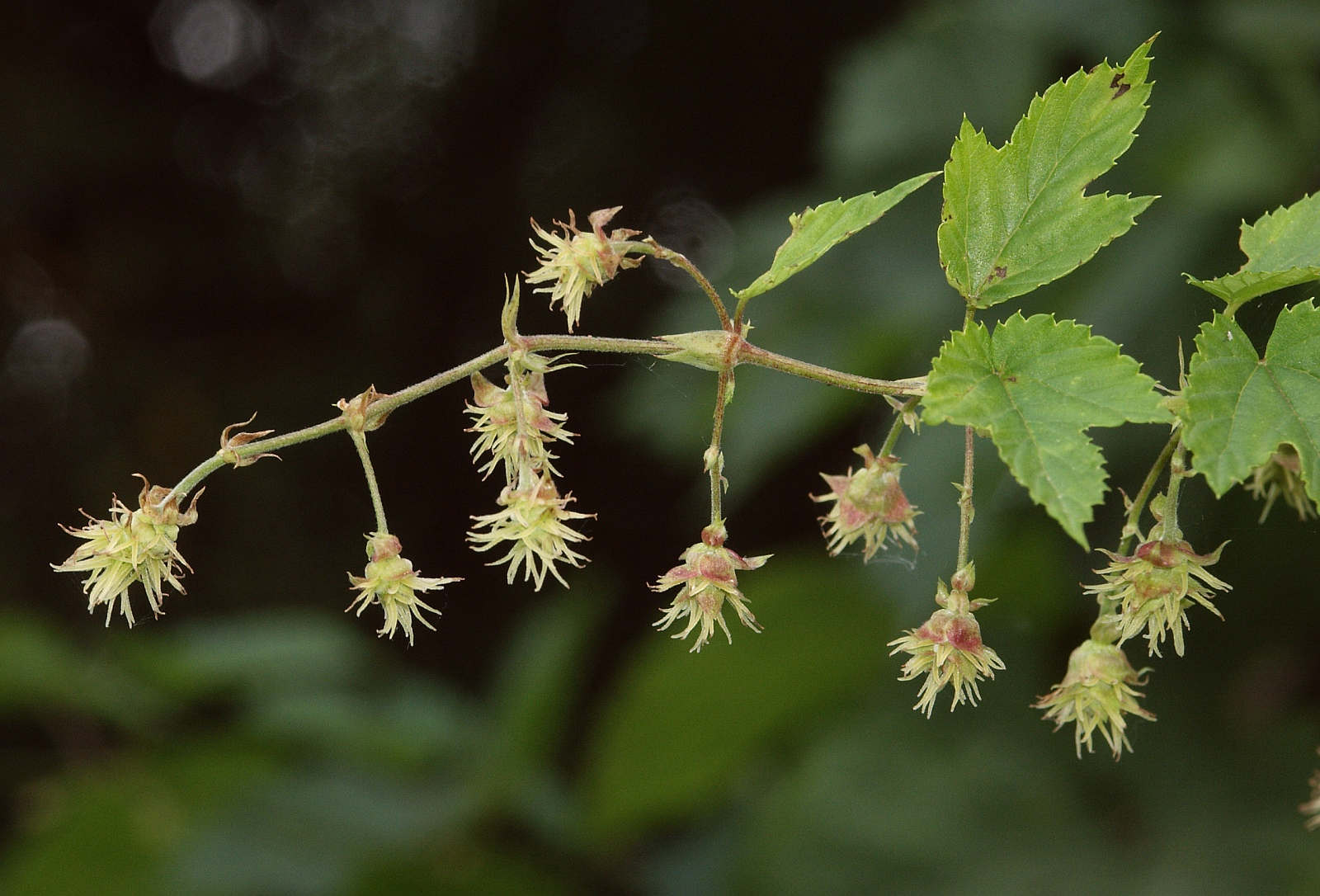
雌花序
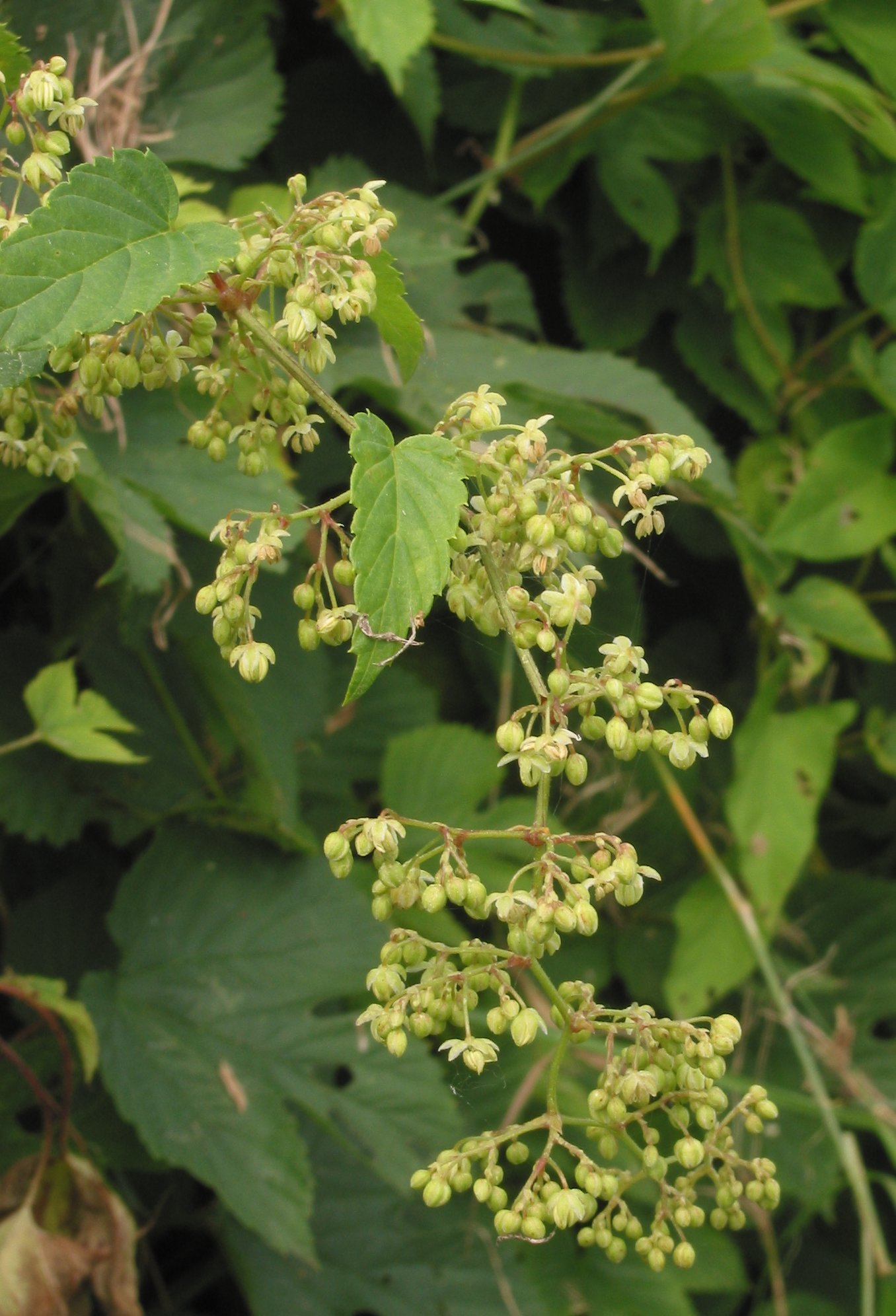
雄花序
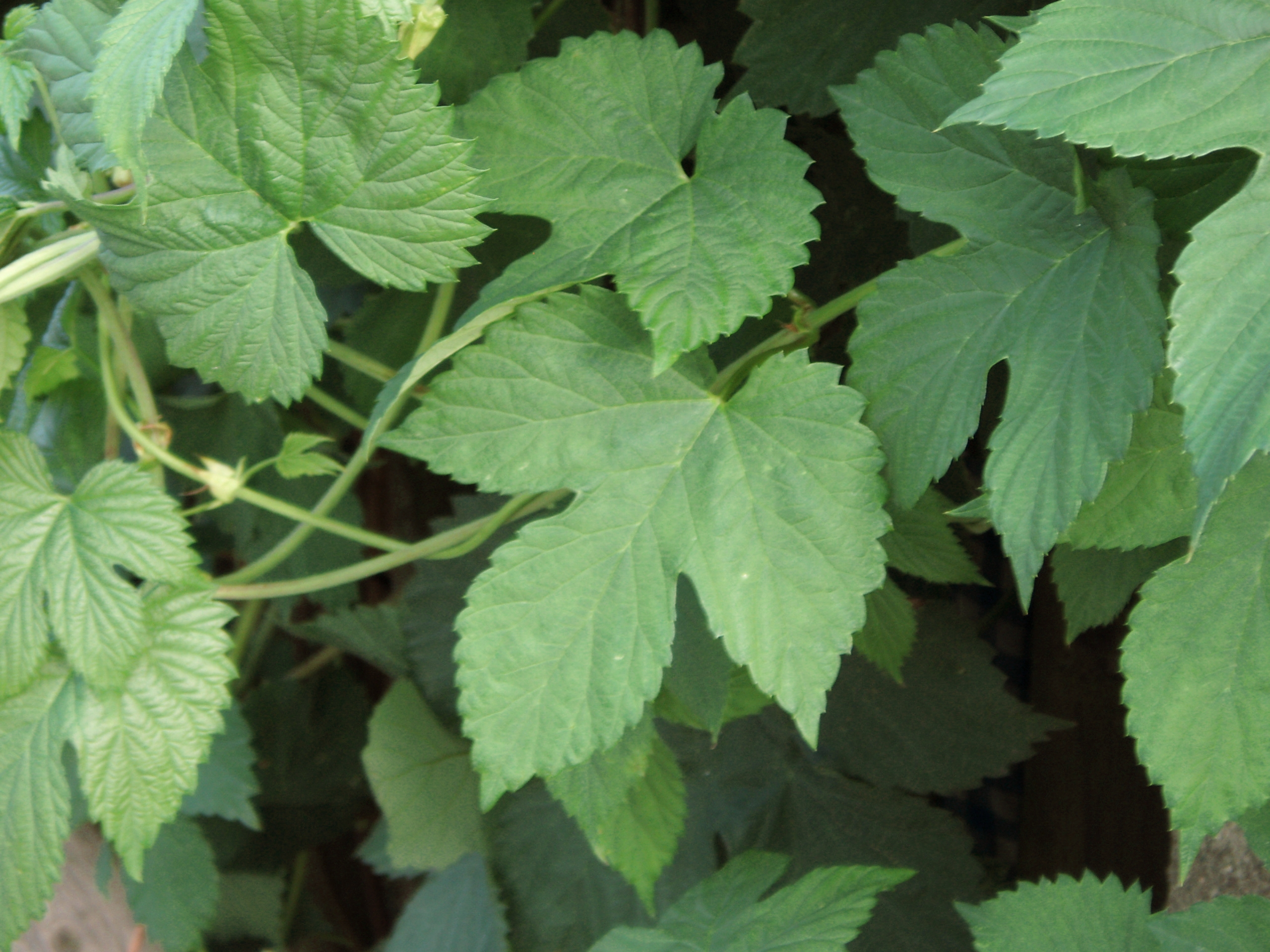
葉
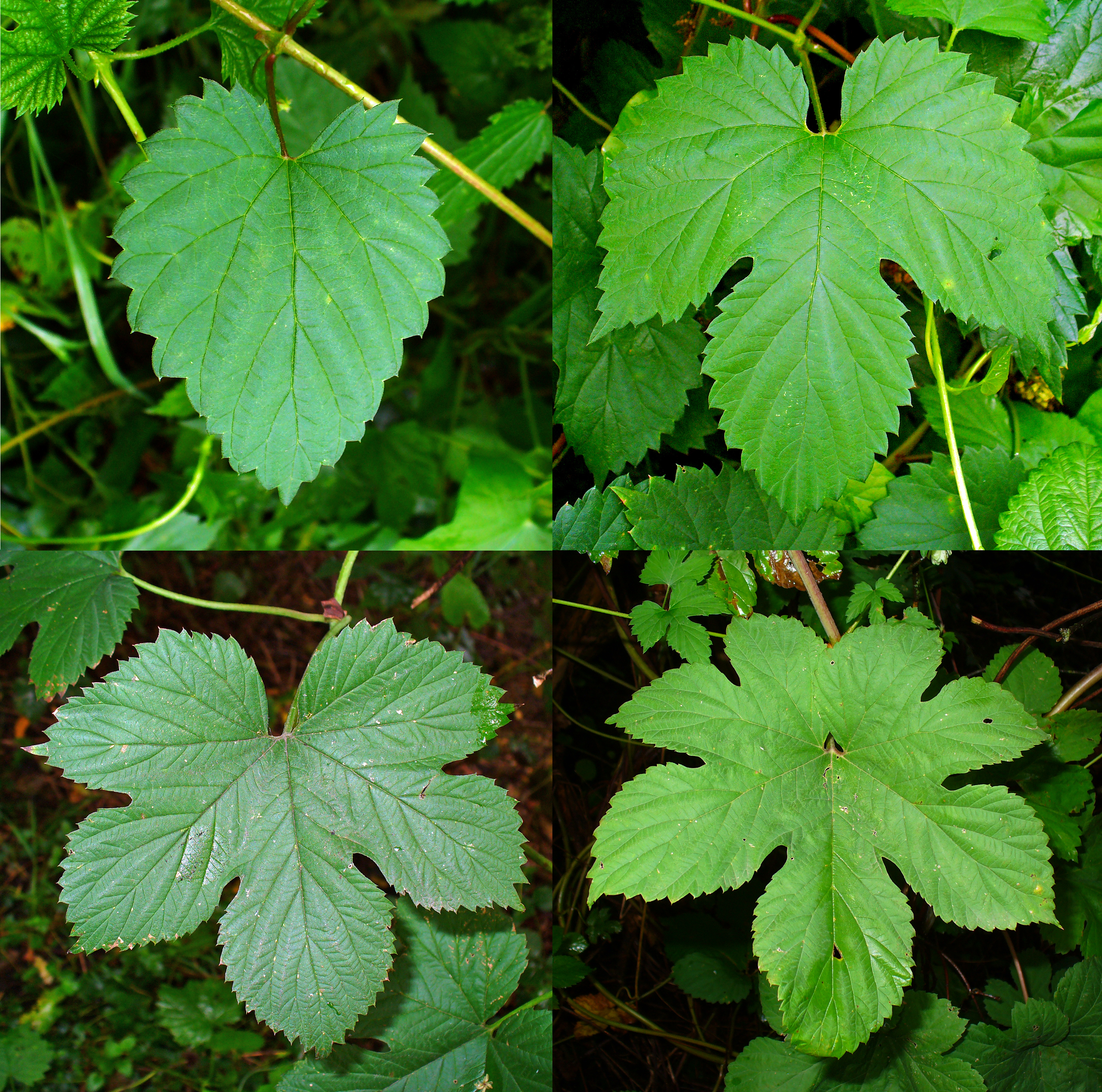
嫩葉至成葉的發展
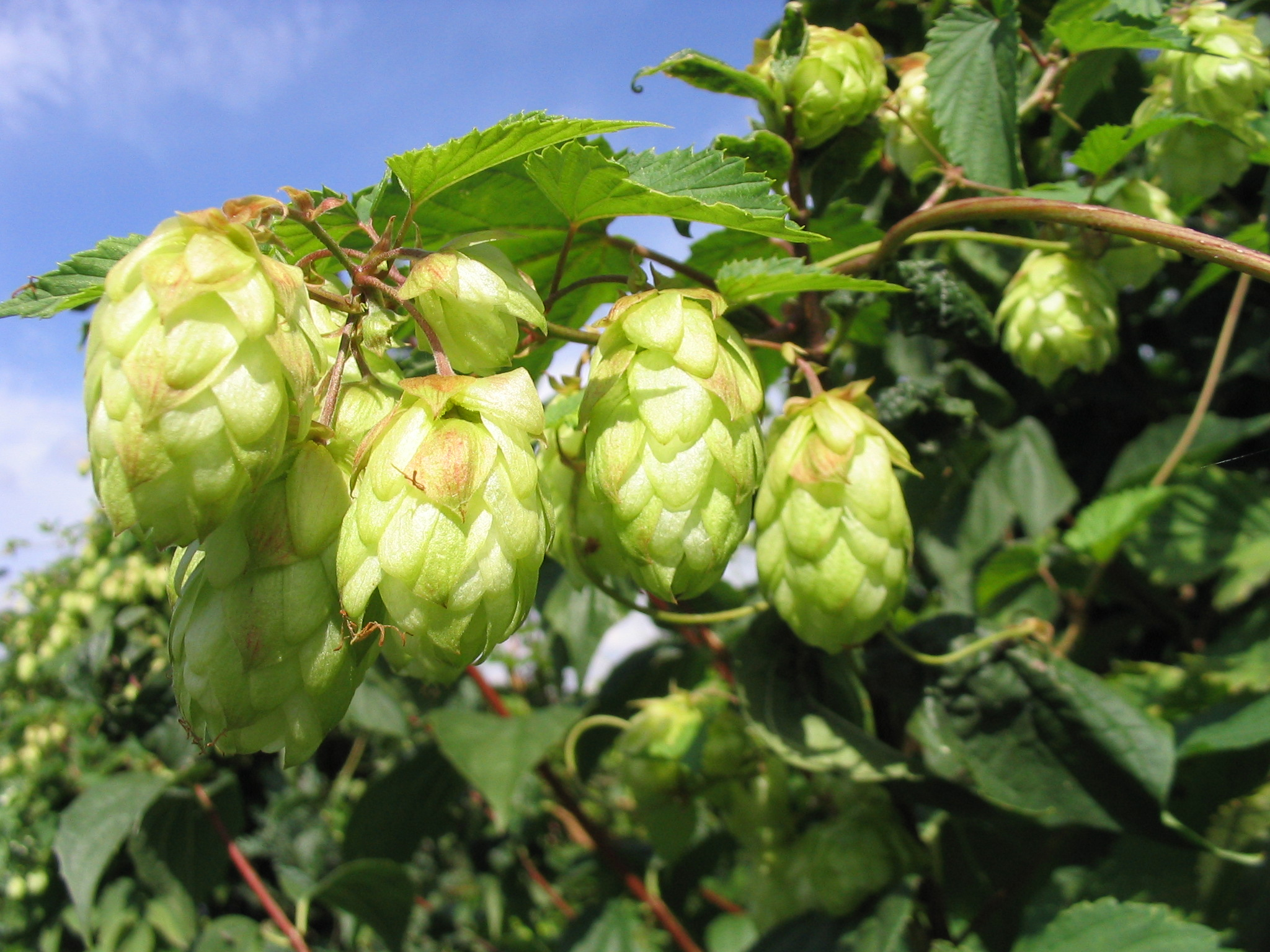
毬果
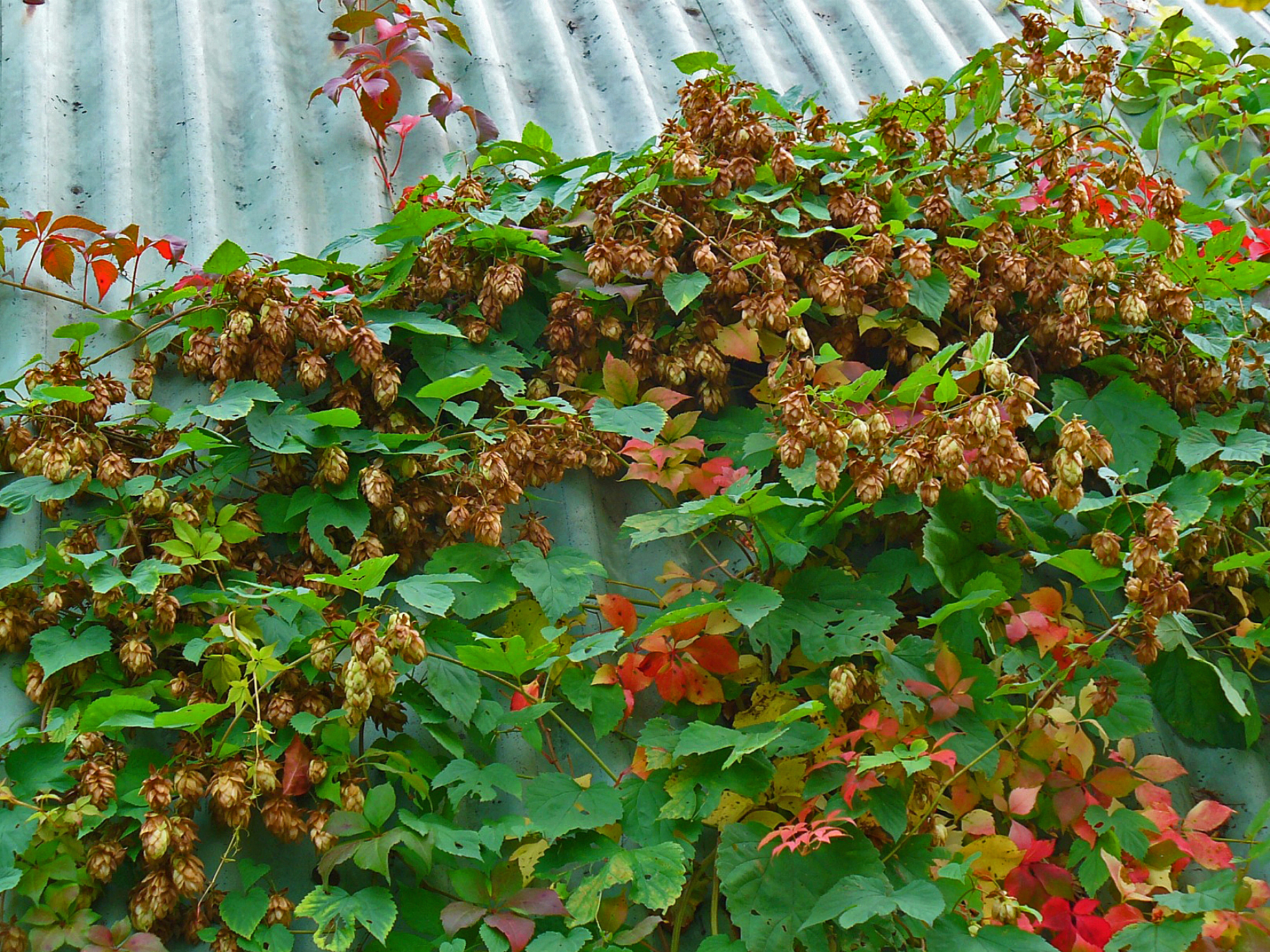
成熟毬果
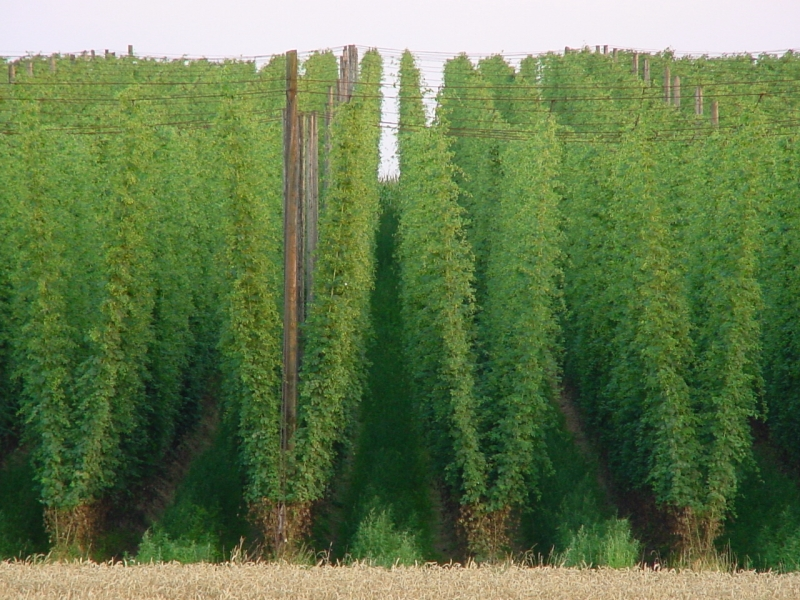
栽植園

## 品種
啤酒花原产欧洲及亚洲西部，現一般有蛇麻品種五種，分別如下：
- H. lupulus var. lupulus：在西亞及歐洲生長
- H. lupulus var. cordifolius：在東亞生長
- H. lupulus var. lupuloides (syn. H. americanus)：在北美洲東部生長
- H. lupulus var. neomexicanus：在北美洲西部生長
- H. lupulus var. pubescens：在北美洲的中西部生長

## 需求
在啤酒的生產過程中，蛇麻花加工所產生的精油能為酒液殺菌消毒，增加保存期。由於啤酒在消費市場佔有頗大比重，蛇麻有其經濟上的重要性。儘管大型啤酒生產商的苦味來源大都來自化學合成的蛇麻化合物，市場對蛇麻花仍有一定的需求。

## 用途
蛇麻草有一種稱為黃酮的化合物，可減輕焦慮、刺激食慾；在乾燥的形式下製成草藥茶，可減緩輕度的消化問題；啤酒花中的黃酮和多酚，具有抗氧化的性質，可幫助對抗自由基；對血管疾病、機能亢進、失眠症、神經過敏、疼痛、焦慮、性慾疾病、休克、壓力、牙痛和潰瘍均有效。

## 外部連結
- （繁體中文）（英文）啤酒花 Pijiuhua （页面存档备份，存于） 藥用植物圖像數據庫 (香港浸會大學中醫藥學院)